# Saltos ornamentais nos Jogos Olímpicos de Verão de 2024 - Trampolim 3 m individual feminino
A competição do trampolim de 3 m individual feminino dos saltos ornamentais nos Jogos Olímpicos de Verão de 2024 foi realizada entre 7 e 9 de agosto de 2024 no Centro Aquático, em Paris. Um total de 28 saltadoras de 19 Comitês Olímpicos Nacionais (CON) participaram do evento.

## Qualificação
As doze melhores saltadoras do Campeonato Mundial de Esportes Aquáticos de 2023 ganharam uma vaga para seu respectivo CON. A primeira colocada em cada um dos cinco campeonatos continentais também garantiram uma vaga (excluindo aquelas que conquistaram a vaga pelo Campeonato Mundial e saltadoras de CONs que já haviam conquistado duas vagas). As vagas restantes foram para as melhores colocadas no Campeonato Mundial de Esportes Aquáticos de 2024 (com as mesmas limitações) até que o número máximo de vagas fosse alcançado. Isso inclui cotas ocupadas após realocações de vagas ociosas.

## Formato
A competição foi realizada em três fases:
- Preliminar: Todas as saltadoras realizam cinco saltos; as 18 melhores avançam a semifinal.
- Semifinal: As saltadoras classificadas realizam cinco saltos; as pontuações da fase preliminar são desconsideradas e as doze melhores avançam a final.
- Final: As saltadoras classificadas realizam cinco saltos; as pontuações da semifinal são desconsideradas e as três melhores conquistam as medalhas de ouro, prata e bronze, respectivamente.

Em cada rodada de saltos, pelo menos um deve ser de cada um dos cinco grupos (para frente, de costas, revirado, ponta pé a lua e parafuso).

## Calendário
Horário local (UTC+2)
| Dia                 | Horário | Fase       |
| ------------------- | ------- | ---------- |
| 7 de agosto de 2024 | 15:00   | Preliminar |
| 8 de agosto de 2024 | 15:00   | Semifinal  |
| 9 de agosto de 2024 | 15:00   | Final      |

## Medalhistas
| Ouro   | CHN Chen Yiwen      |
| Prata  | AUS Maddison Keeney |
| Bronze | CHN Chang Yani      |

## Resultados
Um total de 28 saltadoras competiram, com as três melhores colocadas na final garantindo as medalhas.
| Pos.              | Saltadoras           | CON                | Preliminar | Preliminar | Semifinal   | Semifinal   | Final       | Final       | Final       | Final       | Final       | Final       | Final |
| Pos.              | Saltadoras           | CON                | Pontos     | Pos.       | Pontos      | Pos.        | Salto 1     | Salto 2     | Salto 3     | Salto 4     | Salto 5     | Pontos      |       |
| ----------------- | -------------------- | ------------------ | ---------- | ---------- | ----------- | ----------- | ----------- | ----------- | ----------- | ----------- | ----------- | ----------- | ----- |
| Medalha de ouro   | Chen Yiwen           | CHN China          | 356.40     | 1          | 360.85      | 1           | 70.50       | 76.50       | 75.00       | 77.50       | 76.50       | 376.00      |       |
| Medalha de prata  | Maddison Keeney      | AUS Austrália      | 337.35     | 2          | 334.70      | 2           | 67.50       | 67.50       | 55.50       | 74.40       | 78.20       | 343.10      |       |
| Medalha de bronze | Chang Yani           | CHN China          | 308.75     | 4          | 320.15      | 4           | 42.00       | 69.75       | 67.50       | 75.00       | 64.50       | 318.75      |       |
| 4                 | Chiara Pellacani     | ITA Itália         | 297.70     | 7          | 324.75      | 3           | 52.50       | 63.00       | 65.10       | 66.00       | 63.00       | 309.60      |       |
| 5                 | Yasmin Harper        | GBR Grã-Bretanha   | 295.75     | 9          | 278.90      | 12          | 63.00       | 58.50       | 63.00       | 55.50       | 65.10       | 305.10      |       |
| 6                 | Alejandra Estudillo  | MEX México         | 276.45     | 17         | 317.05      | 5           | 58.50       | 60.45       | 57.00       | 66.00       | 60.00       | 301.95      |       |
| 7                 | Saskia Oettinghaus   | GER Alemanha       | 279.35     | 15         | 286.75      | 9           | 60.00       | 58.50       | 57.35       | 63.00       | 58.50       | 297.35      |       |
| 8                 | Valeria Antolino     | ESP Espanha        | 297.70     | 7          | 284.25      | 10          | 60.00       | 60.45       | 63.00       | 51.00       | 58.50       | 292.95      |       |
| 9                 | Emilia Nilsson Garip | SWE Suécia         | 295.20     | 10         | 279.60      | 11          | 60.00       | 54.25       | 54.00       | 52.65       | 58.50       | 279.40      |       |
| 10                | Grace Reid           | GBR Grã-Bretanha   | 303.25     | 5          | 290.05      | 7           | 58.50       | 41.85       | 54.00       | 55.50       | 66.00       | 275.85      |       |
| 11                | Julia Vincent        | RSA África do Sul  | 283.50     | 13         | 297.30      | 6           | 54.00       | 67.50       | 66.00       | 38.75       | 45.00       | 271.25      |       |
| 12                | Nur Dhabitah Sabri   | MAS Malásia        | 283.65     | 12         | 286.95      | 8           | 63.00       | 60.00       | 37.50       | 28.50       | 55.80       | 244.80      |       |
| 13                | Kim Su-ji            | KOR Coreia do Sul  | 285.50     | 11         | 272.75      | 13          | Não avançou | Não avançou | Não avançou | Não avançou | Não avançou | Não avançou |       |
| 14                | Alysha Koloi         | AUS Austrália      | 276.60     | 16         | 270.60      | 14          | Não avançou | Não avançou | Não avançou | Não avançou | Não avançou | Não avançou |       |
| 15                | Anisley García       | CUB Cuba           | 272.40     | 18         | 264.90      | 15          | Não avançou | Não avançou | Não avançou | Não avançou | Não avançou | Não avançou |       |
| 16                | Aranza Vázquez       | MEX México         | 321.75     | 3          | 248.20      | 16          | Não avançou | Não avançou | Não avançou | Não avançou | Não avançou | Não avançou |       |
| 17                | Elena Bertocchi      | ITA Itália         | 282.30     | 14         | 245.10      | 17          | Não avançou | Não avançou | Não avançou | Não avançou | Não avançou | Não avançou |       |
| 18                | Haruka Enomoto       | JPN Japão          | 299.10     | 6          | 244.20      | 18          | Não avançou | Não avançou | Não avançou | Não avançou | Não avançou | Não avançou |       |
| 19                | Sarah Bacon          | USA Estados Unidos | 264.40     | 19         | Não avançou | Não avançou | Não avançou | Não avançou | Não avançou | Não avançou | Não avançou | Não avançou |       |
| 20                | Jette Müller         | GER Alemanha       | 262.85     | 20         | Não avançou | Não avançou | Não avançou | Não avançou | Não avançou | Não avançou | Não avançou | Não avançou |       |
| 21                | Sayaka Mikami        | JPN Japão          | 258.35     | 21         | Não avançou | Não avançou | Não avançou | Não avançou | Não avançou | Não avançou | Não avançou | Não avançou |       |
| 22                | Margo Erlam          | CAN Canadá         | 258.30     | 22         | Não avançou | Não avançou | Não avançou | Não avançou | Não avançou | Não avançou | Não avançou | Não avançou |       |
| 23                | Helle Tuxen          | NOR Noruega        | 257.10     | 23         | Não avançou | Não avançou | Não avançou | Não avançou | Não avançou | Não avançou | Não avançou | Não avançou |       |
| 24                | Maha Amer            | EGY Egito          | 250.20     | 24         | Não avançou | Não avançou | Não avançou | Não avançou | Não avançou | Não avançou | Não avançou | Não avançou |       |
| 25                | Prisis Ruiz          | CUB Cuba           | 239.85     | 25         | Não avançou | Não avançou | Não avançou | Não avançou | Não avançou | Não avançou | Não avançou | Não avançou |       |
| 26                | Elizabeth Roussel    | NZL Nova Zelândia  | 233.70     | 26         | Não avançou | Não avançou | Não avançou | Não avançou | Não avançou | Não avançou | Não avançou | Não avançou |       |
| 27                | Viktoriya Kesar      | UKR Ucrânia        | 217.75     | 27         | Não avançou | Não avançou | Não avançou | Não avançou | Não avançou | Não avançou | Não avançou | Não avançou |       |
| 28                | Alison Gibson        | USA Estados Unidos | 198.30     | 28         | Não avançou | Não avançou | Não avançou | Não avançou | Não avançou | Não avançou | Não avançou | Não avançou |       |